# Adolph Frank
Adolph Frank (20. leden 1834 – 30. květen 1916) byl německý chemik, inženýr a podnikatel. Je známy především díky svému objevu využití potaše (uhličitan draselný).

## Život
Adolph Frank se narodil ve vesnici Klötze, blízko Gardelegenu ve Staré marce, Německo. Byl synem židovského obchodníka, který řídil obchod se smíšeným zbožím. Frank vystudoval střední školu ve Strelitzu, dnes část Neustrelitzu a později známou Jacobsohnovu školu v Seesene. Po středoskolských studiích jeho zájem o chemii vzrostl a proto se rozhodl studovat v Osterburgu.
Od roku 1855 do 1857 studoval farmacii, přírodní vědy a technologii na univerzitě v Berlíně.